# Lovčice (okres Hodonín)
Lovčice, do roku 1921 Velké Lovčice (německy Gross Lowtschitz, Lowschitz), jsou obec v okrese Hodonín v Jihomoravském kraji, 8 km severozápadně od Kyjova. Žije zde 835 obyvatel. Obec se nachází na jižním okraji Ždánického lesa. Stékají se zde potoky Jordánek a Syslůvka a z obce odtékají jako Lovčický potok.

## Historie
První písemná zmínka o obci pochází z roku 1131. Lovčice byly původně zeměpanskou osadou. První jejich známým držitelem byl Smil ze Střílek. Vlastnil však jen část osady. Svůj podíl na Lovčicích spolu s podílem na sousedních Přestavlkách a Zvíkově (nebo Tikově), dnes již zaniklých osadách, z nichž Tikov splynul s Lovčicemi, daroval Smil cisterciáckému klášteru ve Vizovicích. 
V letech 2006-2010 působil jako starosta Vítězslav Roštínský, od roku 2010 tuto funkci vykonává Václav Tvrdý. Ten byl ve funkci potvrzen také na ustavujícím zasedání zastupitelstva v listopadu 2014.

## Pamětihodnosti

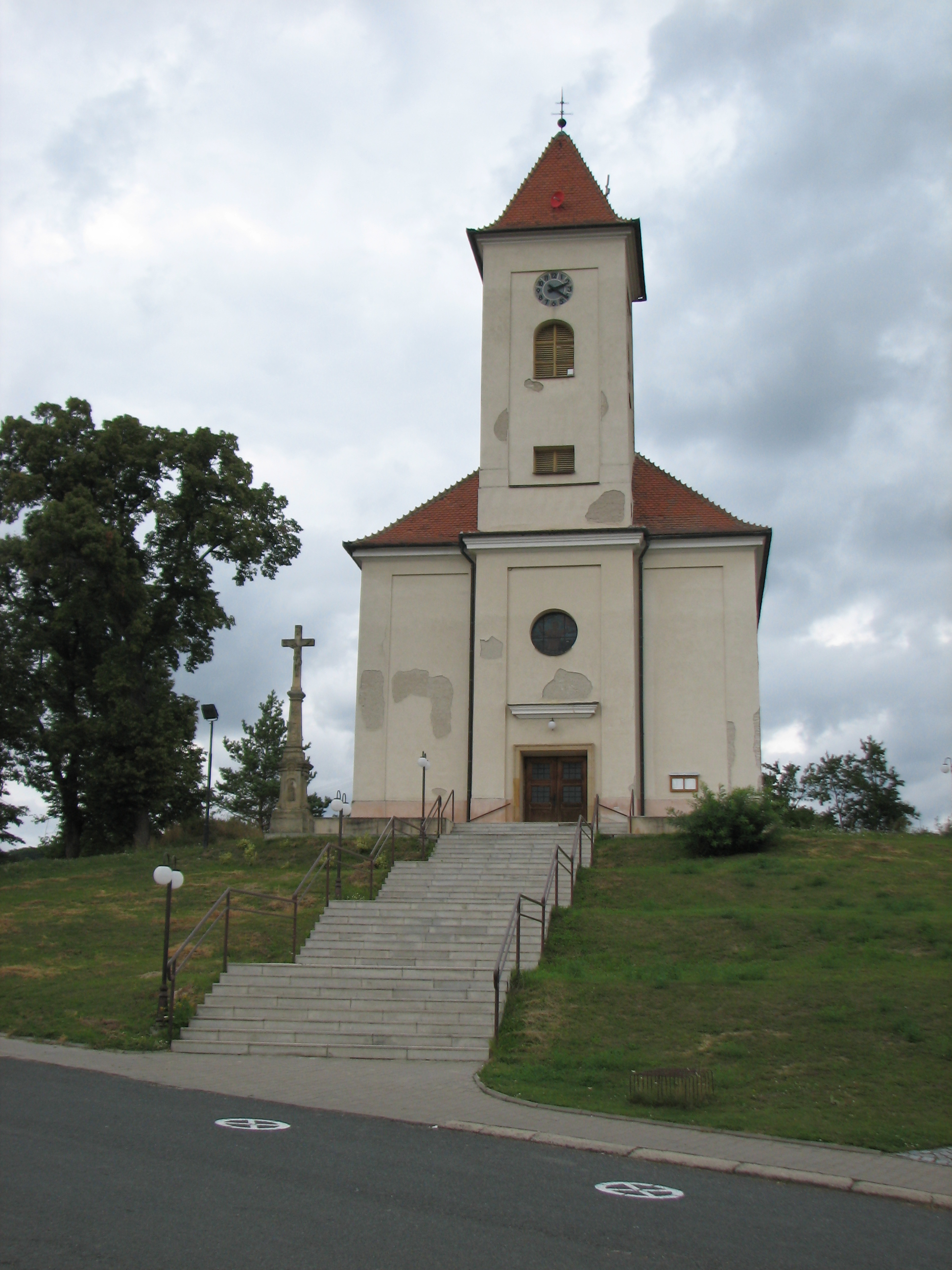
Kostel svatého Petra a Pavla

### Kostel svatého Petra a Pavla
Původní kostel byl 4. dubna 1803 částečně stržen a přestavěn na sýpku, radnici a byt obecního strážníka. 15. dubna 1803 byl položen základ nového kostela sv. Petra a Pavla. Empírová stavba navržená vídeňským architektem Devezem byla dokončena v roce 1805. Náklady činily 11 725 zlatých. Kostel měl šindelovou střechu, tři zvony a část vybavení byla přenesena ze starého kostela.
Mramorový oltář od brněnského architekta Kopřivy z roku 1933 dnes slouží jako boční oltář. Původní varhany z roku 1865 byly v roce 1938 vyměněny za nové od firmy Jan Tureček z Kutné Hory. V roce 1993 byly opraveny. Věžní hodiny s ciferníky do všech čtyř stran dodala v roce 1936 firma Antonín Konečný z Jestřabic. V roce 1947 byla zvýšena věž a ciferníky nasvíceny. Zvony byly během první i druhé světové války rekvírovány. Ty dnešní v roce 1969 odlila firma Dytrych z Brodku u Přerova. Zvon Petr a Pavel s nápisem "Sv. Petře a Pavle, orodujte za nás" váží 620 kg, zvon Maria s nápisem Panno Maria, neopouštěj nás" váží 300 kg. Z dřívější doby pochází umíráček. V roce 2000 bylo ke kostelu vybudováno nové schodiště a roku 2011 byl kostel opraven.

### Další památky
- Fara, jednopatrová stavba z roku 1914. Nad vchodem je malba Ježíše od malíře Jano Köhlera.
- Škola z roku 1900. Dnes je zde umístěn první stupeň základní školy, mateřská škola a pošta.
- Kaplička v Kučích byla dle pověsti postavena na počátku 19. století.
- Socha sv. Jana Nepomuckého byla v 60. letech 20. století odstraněna a v roce 2005 opět vrácena na původní místo.
- Betlém zakoupený Marií Šperkovou v roce 1910.[9]

## Ochrana přírody
V katastru obce se nacházejí tato chráněná území:
- Přírodní rezervace: U Vrby
- Evropsky významné lokality: Lovčický potok a Jordánek

## Fotogalerie

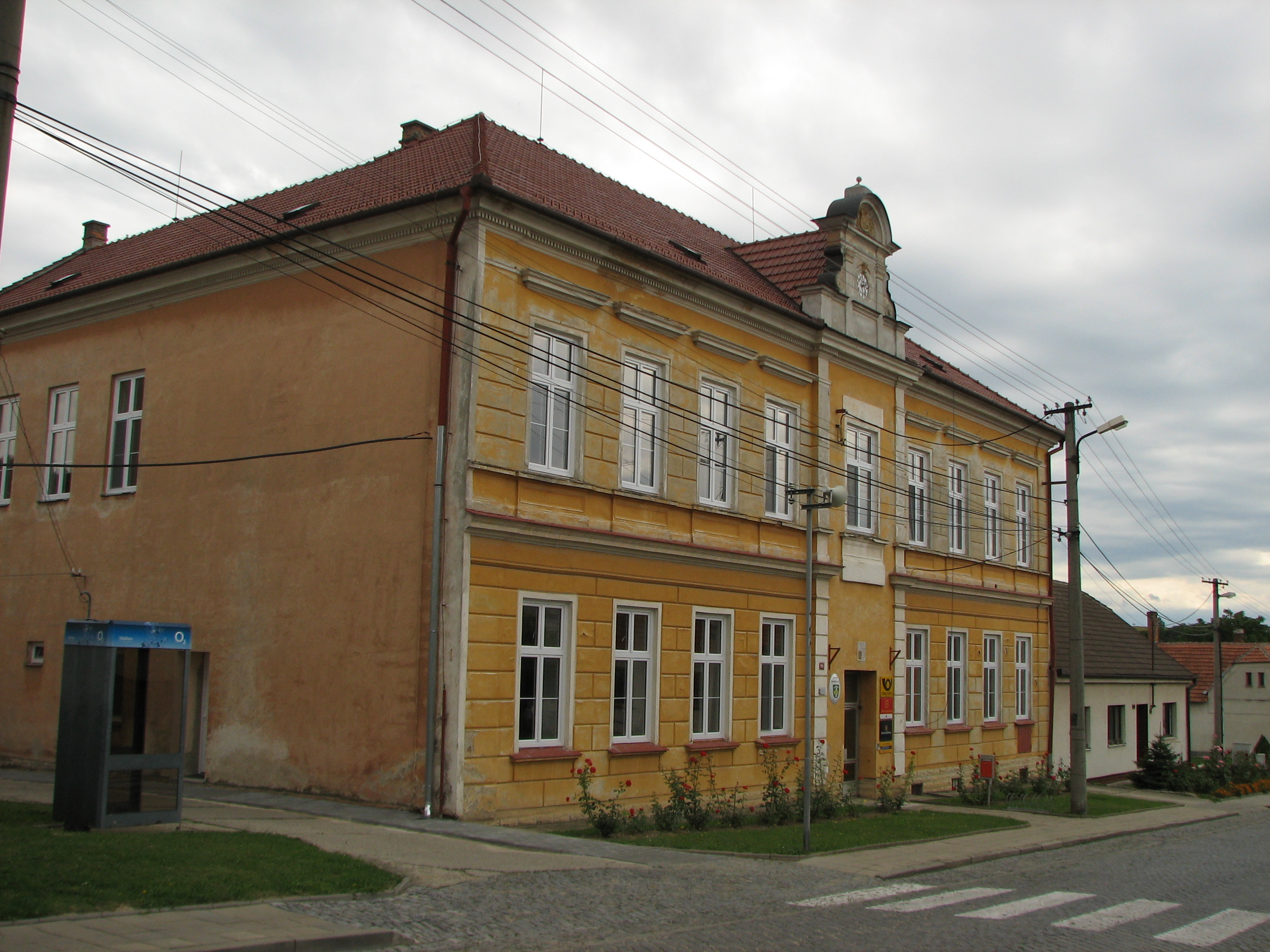
Škola
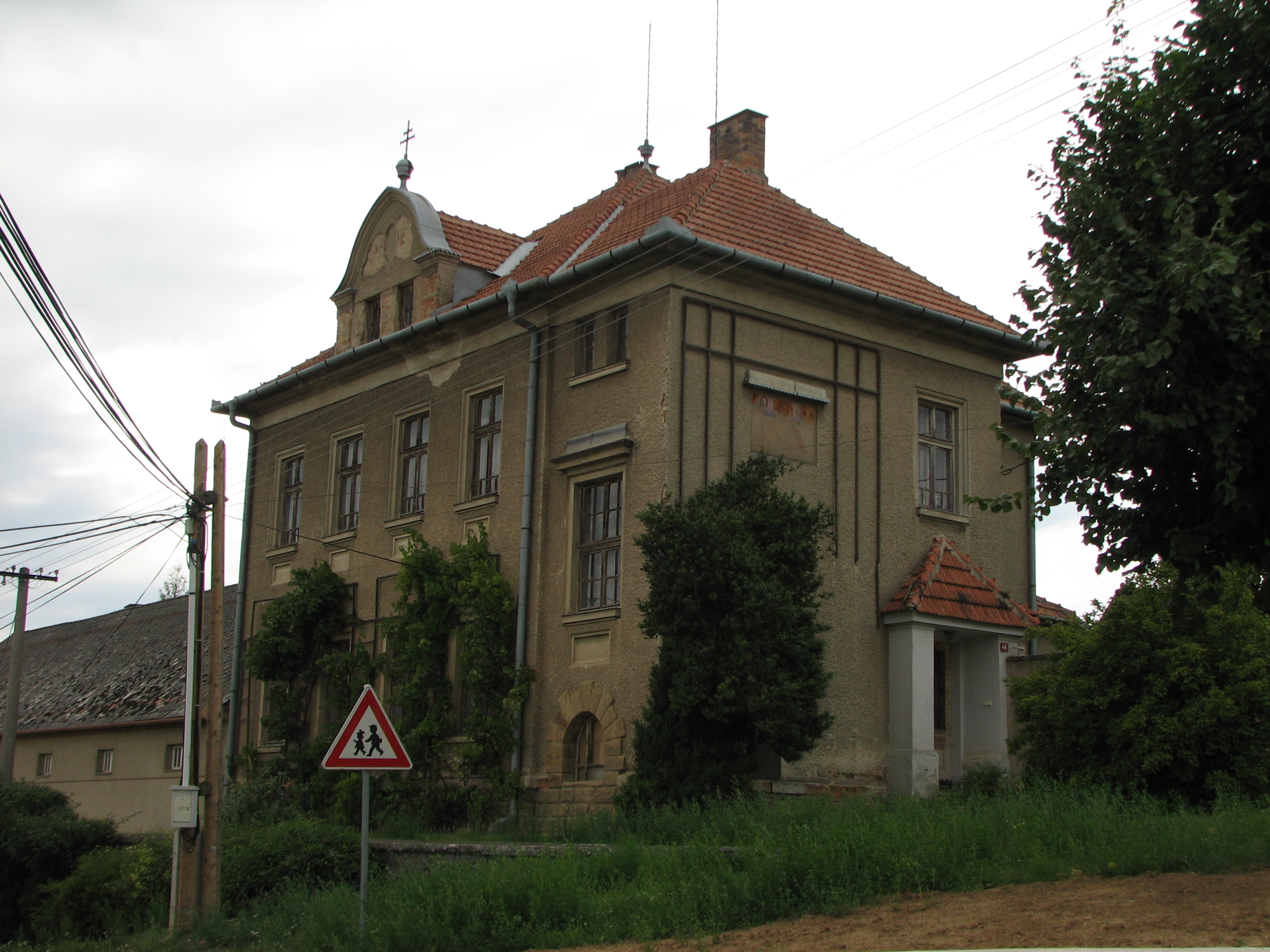
Fara
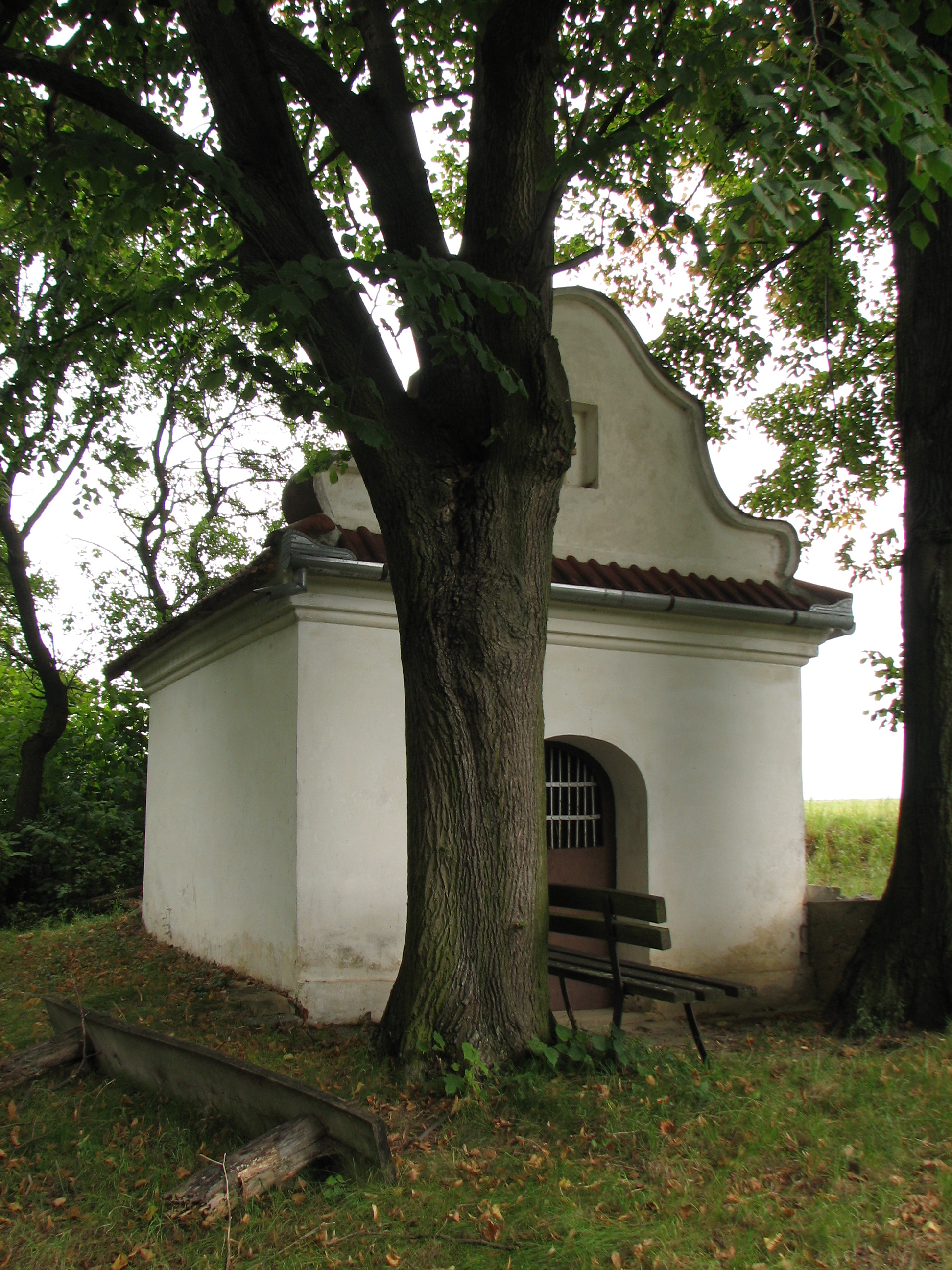
Kaple v Kučích
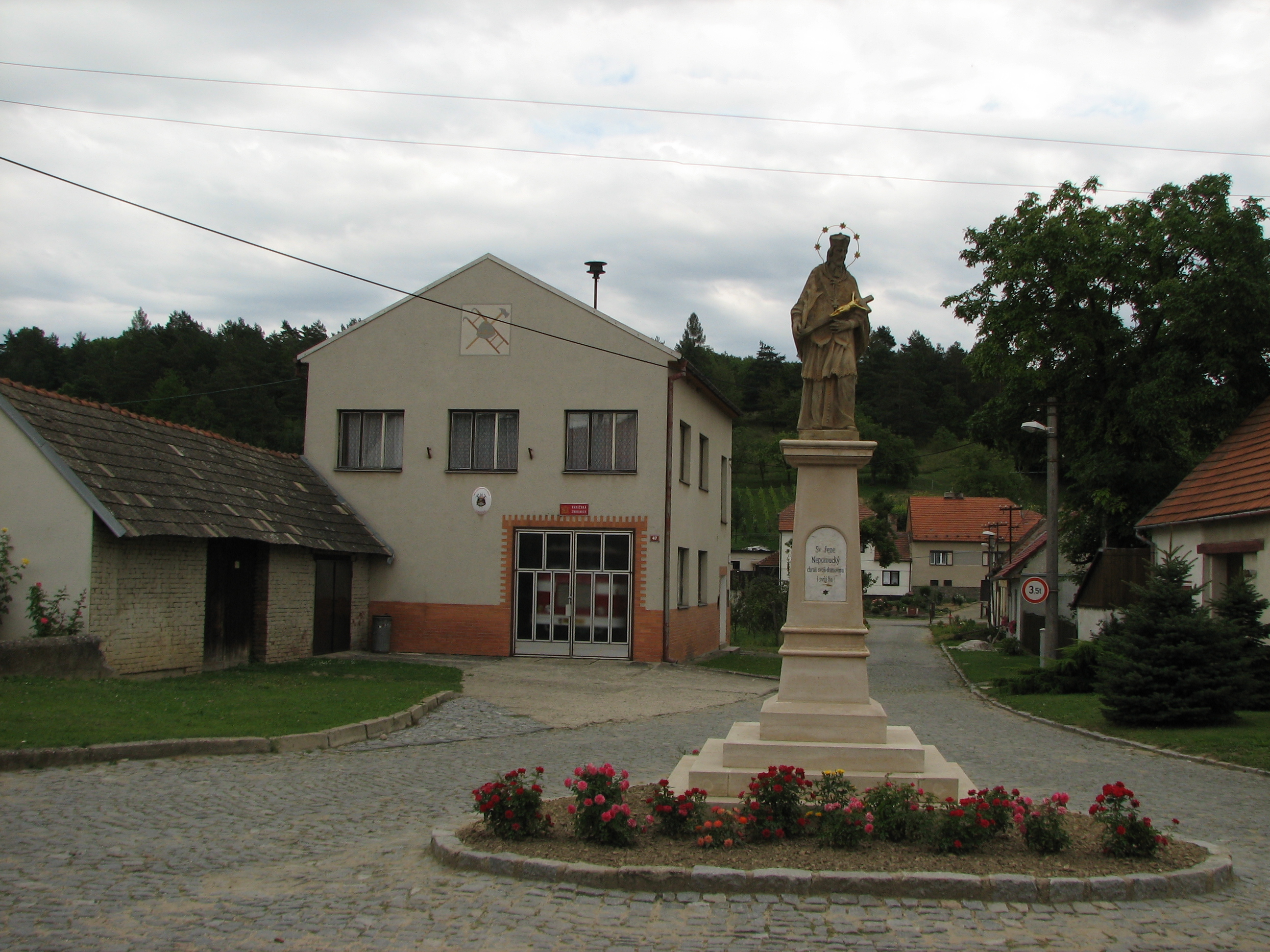
Socha sv. Jana Nepomuckého
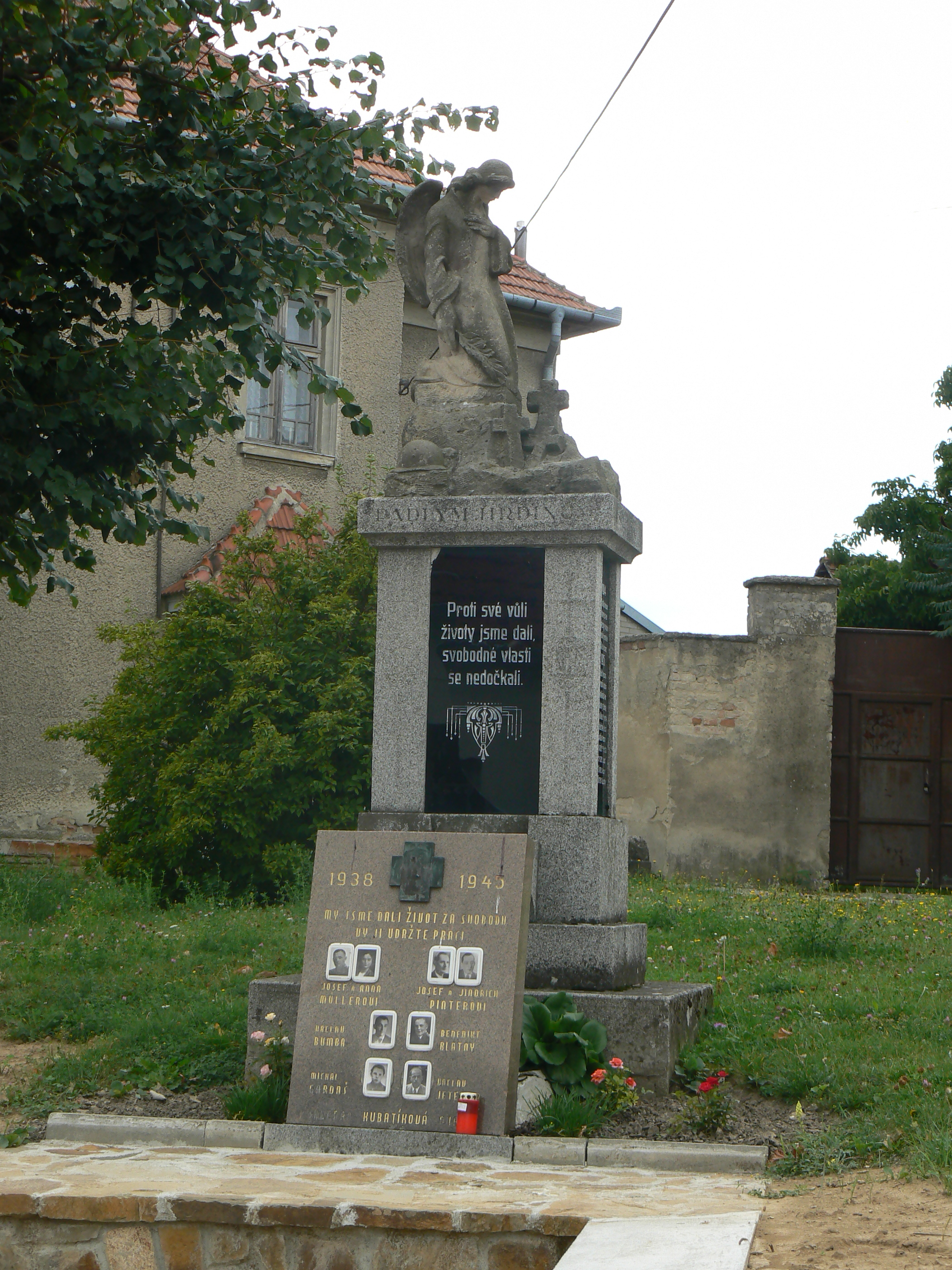
Pomník padlým ve světových válkách
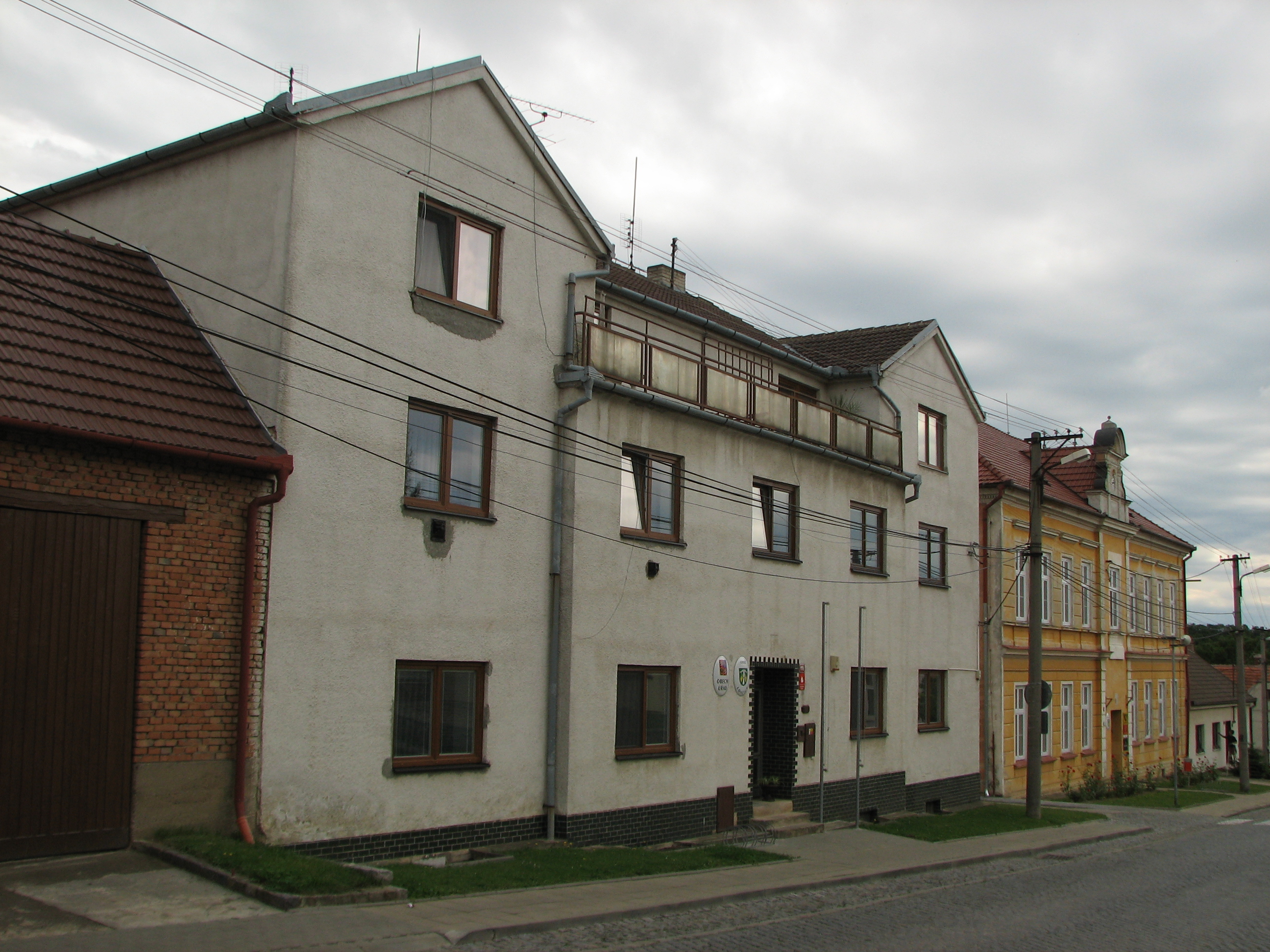
Obecní úřad
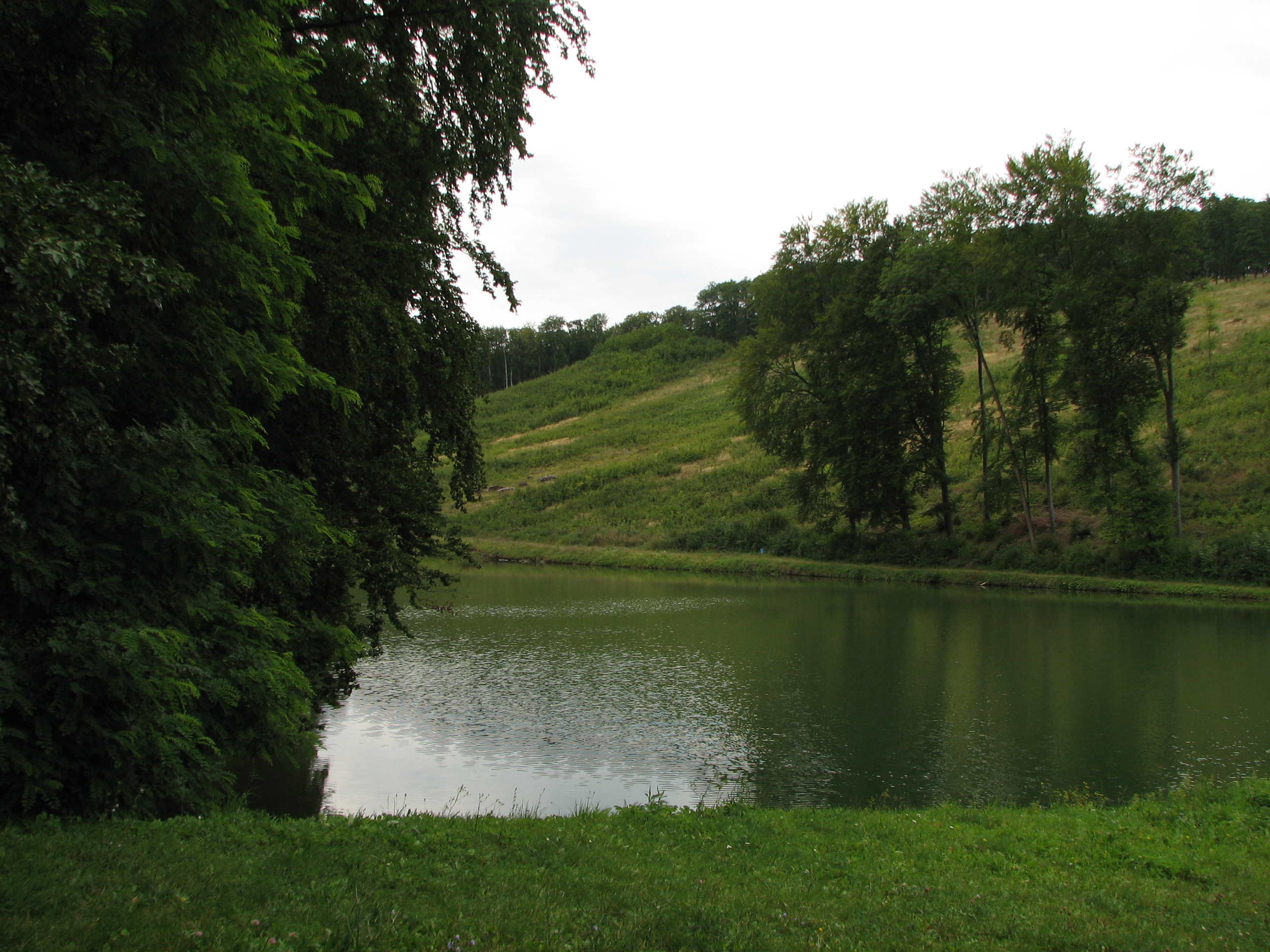
Rybník